# Iglesia de San Juan Evangelista (Portillo)
La iglesia de San Juan Evangelista es un templo católico ubicado en la localidad de Portillo, provincia de Valladolid, Castilla y León, España.

## Descripción

### Exterior
Al exterior, la iglesia presenta con claridad sus diferentes etapas constructivas, la más antigua, de principios del siglo XVI, a la que corresponde la cabecera y primer tramo de las naves, con estructuras góticas y leves introducciones renacentistas.
De esta etapa son los contrafuertes angulares, huecos de ventanas alargadas de medio punto y una fábrica de sillería más irregular que en el resto de la nave. Los tres tramos restantes, presentan mayor altura, una sillería más regular y constituyen el cuerpo principal del edificio caracterizado por patrones post-herrerianos, con huecos de ventana rectangulares rematados por imposta de placa y contrafuertes más elaboradas que terminan en perfil cóncavo.

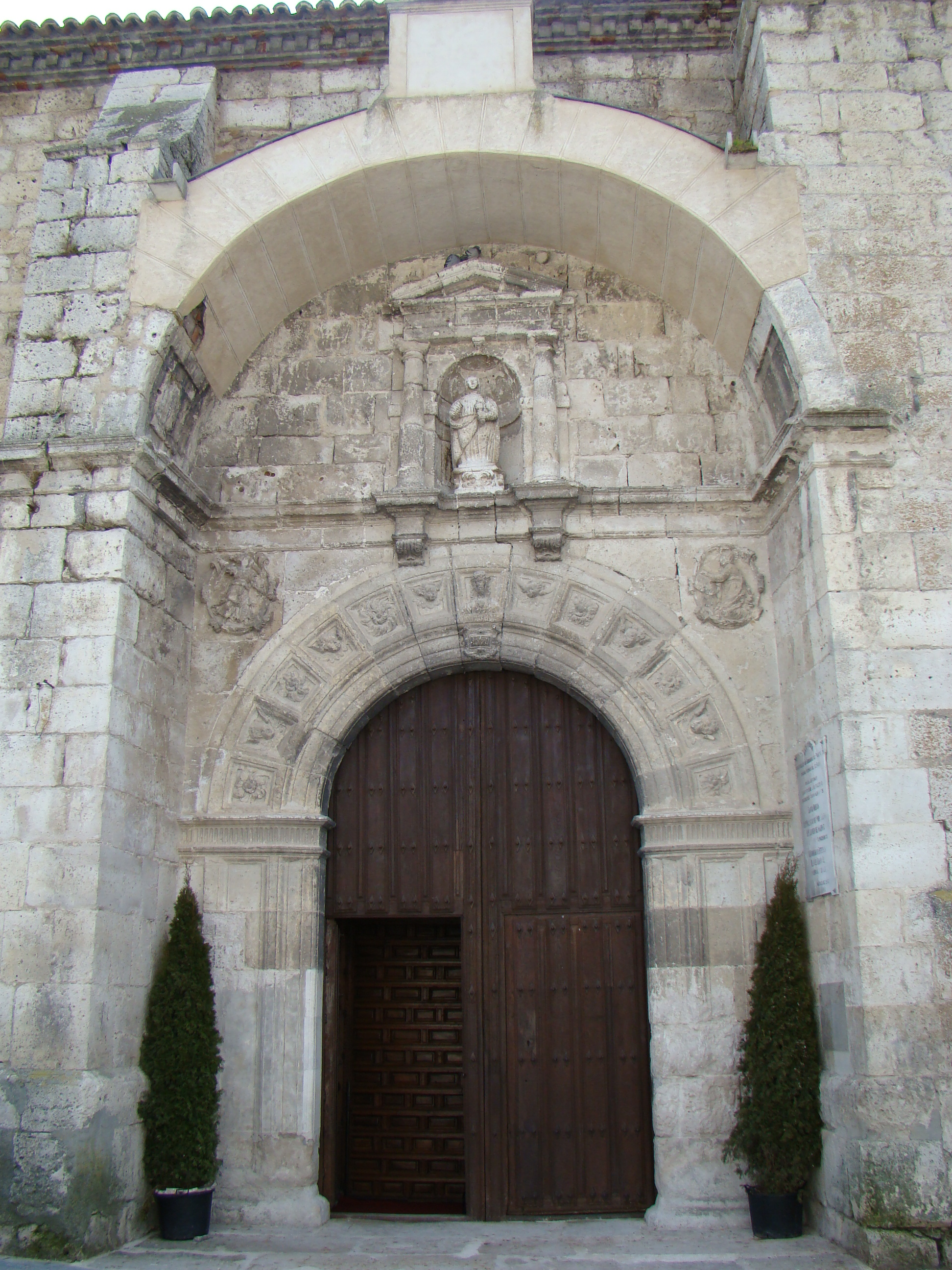
Portada principal

Los accesos se realizan mediante sendas portadas situadas en el tercer tramo de la nave del evangelio y de la Epístola. Esta última es la más sencilla, se abre entre contrafuertes, mediante arco de medio punto de ancho dovelaje, que reposa en las jambas a través de una imposta a modo de entablamento de friso liso y rematada en imposta de similares características.
En el lado del evangelio, se encuentra la portada principal. Consta de dos cuerpos, el inferior lleva jambas cajeadas sobre las que se levanta arco de medio punto decorado con casetones con cabezas de ángeles y rosetas, y el busto de Cristo en la clave con cartela indicativa de la fecha de ejecución 1570. En las enjutas, dentro de marcos ovalados bajorrelieves del Arcángel San Gabriel y la Anunciación. El segundo cuerpo, separado por imposta, presenta hornacina rematada en frontón triangular con la imagen del santo titular. Todo el conjunto se cobija por un gran arco de medio punto con placas en su intrado.
A los pies de la iglesia se sitúa la torre de tres cuerpos, el superior con dobles huecos alargados de medio punto por cada lado.

### Interior

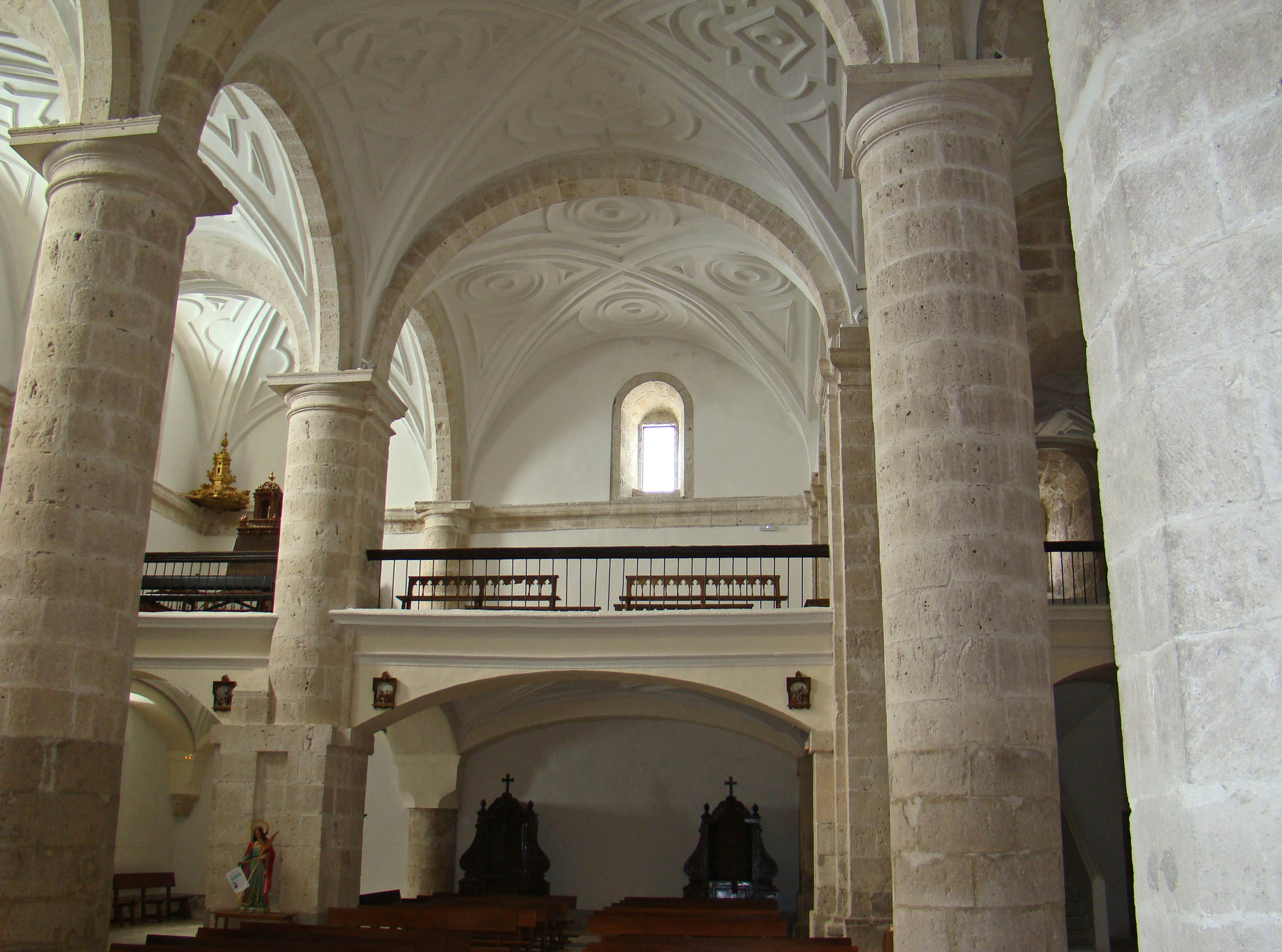
Bóvedas de la iglesia y coro alto a los pies

En su interior presenta tres naves separadas por pilares y columnas sobre arcos de medio punto, cabecera rectangular y coro a los pies.
El crucero, capilla mayor y sacristía se cubren con bóveda de crucería con terceletes, los tres últimos tramos de las naves con bóveda de aristas con yeserías del siglo XVII.